# 波舍霍尼耶區

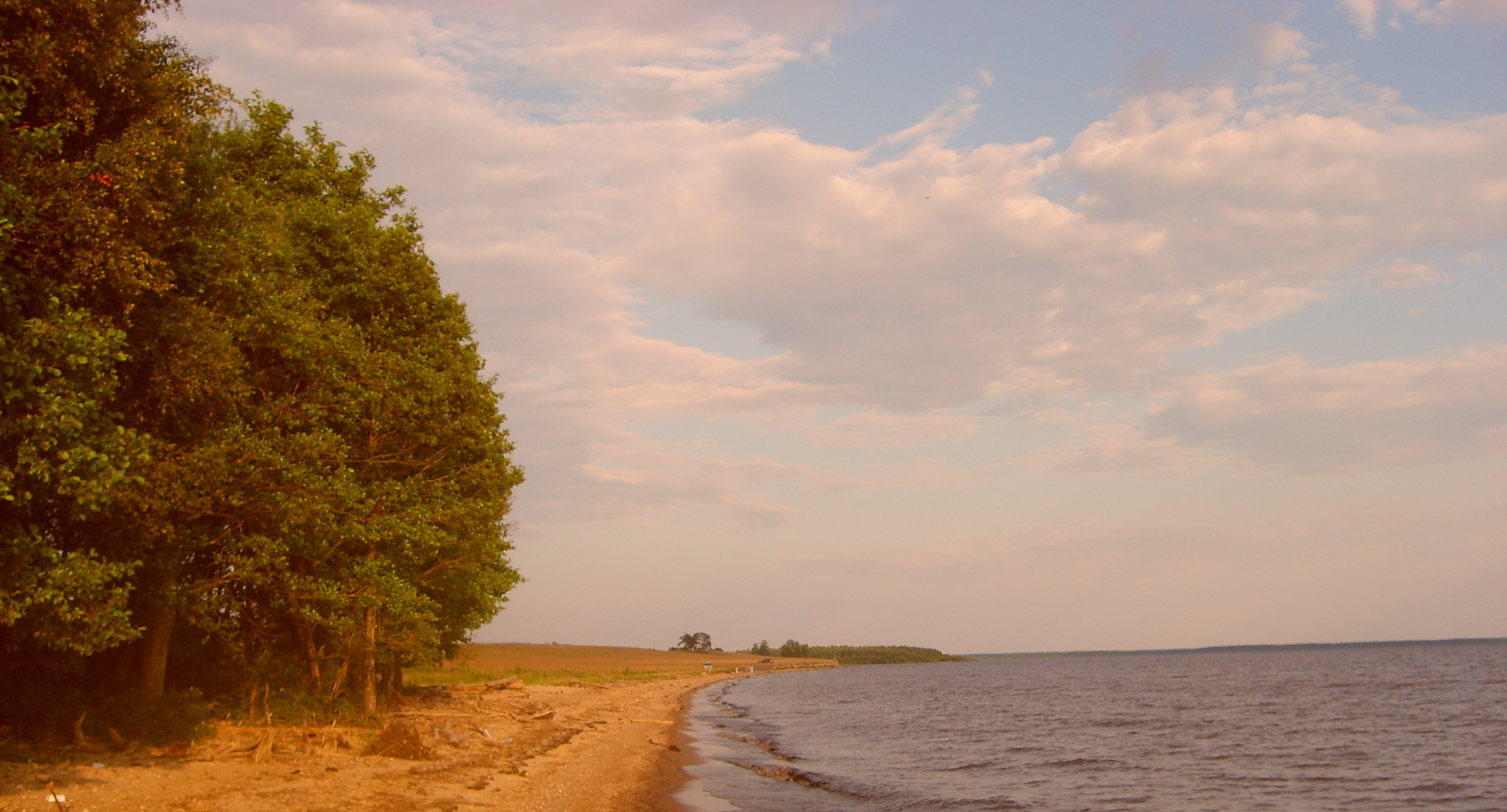

58°30′N 39°07′E / 58.500°N 39.117°E
波舍霍尼耶區（俄语：Пошехонский район），是俄羅斯的一個區，位於該國西部，由雅羅斯拉夫爾州負責管轄，面積4,400平方公里，2010年人口14,292，人口密度每平方公里3.25人。